# Jakob Friedrich Lamprecht
Jakob Friedrich Lamprecht (* 1. Oktober 1707 in Hamburg; † 8. Dezember 1744 in Berlin) war ein deutscher Schriftsteller und Journalist der Aufklärung.

## Biografie
Lamprecht zog im Alter von 18 Jahren von Hamburg nach Berlin, wo er von einem reichen Kaufmann, dessen Vertrauen er gewinnt, die Mittel erhält, um in Leipzig Jura und Philosophie studieren zu können. Dort trifft er Johann Christoph Gottsched, der ihm die Mitgliedschaft in der Leipziger Deutschen Gesellschaft ermöglicht, für die er mehrere Gedichte und Abhandlungen verfasst. Es folgt eine Reise nach England, von der er 1737 zurückkehrt, um sich in Hamburg niederzulassen, wo er Redakteur des „Hamburgischen Correspondenten“ und Herausgeber der Wochenzeitschrift „Der Menschenfreund“ wird. Nach dem Regierungsantritt des preußischen Königs Friedrich II. 1740 zieht er erneut nach Berlin. Dort verfasst er zunächst Artikel für die neu gegründete Zeitung Berlinische Nachrichten (die spätere Spenersche Zeitung) und ist Herausgeber der Wochenzeitschrift „Der Weltbürger“. Ab 1742 arbeitet er für das Departement für auswärtige Angelegenheiten, ist Sekretär von Friedrichs Bruder, Prinz Heinrich und wird in die Preußische Akademie der Wissenschaften aufgenommen. 
Im Jahr 1742 wurde Jakob Friedrich Lamprecht in der Folge des durch den amtierenden Meister vom Stuhl Jakob Friedrich von Bielfeld am Johannisfest 1742 erfolgten Vorschlags Freimaurer und im Januar 1743 Mitglied der Freimaurerloge Zu den drei Weltkugeln.
Mit nur 37 Jahren stirbt er überraschend an einer Brustkrankheit.

## Werke
Lamprecht verfasste zahlreiche poetische und prosaische Schriften, die meist in Zeitschriften publiziert wurden. Zu den bekanntesten gehören „Lobrede auf die alten Deutschen“, die „Nachrichten aus dem Carlsbade“ sowie das „Schreiben von dem gegenwärtigen Zustand der Opern in Hamburg“.